# 童時愛上你
《童時愛上你》（英語：Childhood In A Capsule），是香港電視廣播有限公司拍攝製作的時裝愛情喜劇電視劇。本劇由高海寧、張振朗及陳展鵬領銜主演，並由糖妹、胡楓、袁文傑、楊卓娜、吳家樂、尹詩沛、黃建東及關曜儁聯合演出，編審盧美雲、湯健萍，監製廖晉碩。本劇為TVB攜手創無限節目博覽2022的劇集之一及2022年香港國際影視展推介劇集之一；由億世家電器特約。。
本劇透過一段略為荒謬的愛情故事，帶出童真的可貴。當年紀漸長，初心逐漸蒙上灰塵，人漸變得冷漠虛偽、向現實妥協。而男、女主角因重拾童心，明白到親情、愛情和友情才是人生最有價值的。
台灣OTT由LiTV 線上影視同步跟播上架。

## 演員列表

### 雷家
| 演員           | 角色   | 暱稱／關係 |
| 胡 楓          | 雷鎮嶽 | Philip 朗寧振海有限公司主席，第15集卸任 雷德信、雷碧倩、雷紫彤之父 榮淑琴之夫 蘇哲麗之老爺 鄧川石之岳父 对花生过敏 於第1集登場，並因得知自己罹患認知障礙症及心臟病而委任雷紫彤暫代朗寧振海有限公司主席職位 於第2集被雷碧倩意圖毒害，但被雷紫彤阻止，後委託丁宥迎照顧意外失憶的雷紫彤 於第4集意外跌傷並暈倒，後康復並無大礙 於第12集同意商查禮的建議而安排丁宥迎與雷紫彤分居 於第19集發現並觀看榮淑琴留下的遺言錄影帶，但因情緒激動而昏迷入院，後甦醒兼無恙 於第20集接受雷德信的道歉，最後與其和好 |
| 文雪兒         | 榮淑琴 | Piano 雷鎮嶽之亡妻 雷德信、雷碧倩、雷紫彤之亡母 蘇哲麗之亡奶奶 鄧川石之亡岳母 多次在雷镇岳、雷德信、雷碧倩和雷紫彤的提及和回忆中出现 於第19集被雷家眾人發現自己病重時留下的遺言錄影帶 |
| 林俊其（青年） | 雷德信 | Raymond、信仔 朗寧振海有限公司副主席，後為主席（第20集） 雷鎮嶽、榮淑琴之長子 雷碧倩、雷紫彤之兄 蘇哲麗之夫，最後離婚 鄧川石之舅仔兼上司 藍潔瑤之老闆兼情夫，最後與其正式交往 高智之旧同學 於第1集登場，並反對雷紫彤暫代主席職位 於第6集責備與鄧川石吵架的蘇哲麗 於第8集因鄧川石與雷碧倩離婚後提出辭職而反目 於第15集得知雷紫彤意外失憶之事而與其和好 於第16集与高智重逢，并派遣其去自己家偷计划书，後失败 於第19集被蘇哲麗得知自己與藍潔瑤有婚外情而與其反目，並離婚 於第19集發現並觀看榮淑琴留下的遺言錄影帶 於第20集向雷鎮嶽道歉 于第20集安排雷紫彤和商查理到冲绳出差 |
| 袁文傑         | 雷德信 | Raymond、信仔 朗寧振海有限公司副主席，後為主席（第20集） 雷鎮嶽、榮淑琴之長子 雷碧倩、雷紫彤之兄 蘇哲麗之夫，最後離婚 鄧川石之舅仔兼上司 藍潔瑤之老闆兼情夫，最後與其正式交往 高智之旧同學 於第1集登場，並反對雷紫彤暫代主席職位 於第6集責備與鄧川石吵架的蘇哲麗 於第8集因鄧川石與雷碧倩離婚後提出辭職而反目 於第15集得知雷紫彤意外失憶之事而與其和好 於第16集与高智重逢，并派遣其去自己家偷计划书，後失败 於第19集被蘇哲麗得知自己與藍潔瑤有婚外情而與其反目，並離婚 於第19集發現並觀看榮淑琴留下的遺言錄影帶 於第20集向雷鎮嶽道歉 于第20集安排雷紫彤和商查理到冲绳出差 |
| 尹詩沛         | 蘇哲麗 | Tina 拿督千金／朗寧振海有限公司股東 雷德信之妻，最後離婚 雷鎮嶽、榮淑琴之媳婦 雷碧倩、雷紫彤之大嫂 鄧川石之好友兼姻親 藍潔瑤之情敵 於第2集登場 於第6集在與鄧川石吵架時被雷德信責備 於第15集得知雷紫彤意外失憶之事而與其和好 於第19集得知藍潔瑤與雷德信有婚外情而掌摑藍潔瑤，並與雷德信反目離婚，同時被揭發和Martin有婚外情 |
| 區明妙（青年） | 雷碧倩 | Elsa、小倩 闊太名媛／朗寧振海有限公司財務總監 雷鎮嶽、榮淑琴之次女 雷德信之妹 鄧川石之妻 麥士維之前女友 雷紫彤之姊 蘇哲麗之前姑仔 於第1集登場 於第2集意圖毒害雷鎮嶽，但被雷紫彤阻止並掌摑 於第5集重遇麥士維，但與其反目 于第5集险些伤害雷紫彤，但遭丁宥迎阻止 於第6集誤會雷紫彤送上雞蛋花耳環的用意而責備其 於第7集因得知雷紫彤失憶多時而選擇忘記過去，與其冰釋前嫌和好 於第8集因無法忍受鄧川石事事服從自己不滿的雷德信而向其提出離婚，最後正式離婚並遭其歸還結婚戒指 於第14集被鄧川石坦白，初時非常憤怒，但最後原諒其並與其復合 於第17集在雷紫彤完成腦部手術後意圖安撫其，但因其手術過後喪失所以失憶時的事物而重新與其變回不和關係，後開解其並與其重新和好 於第19集發現並觀看榮淑琴留下的遺言錄影帶 |
| 楊卓娜         | 雷碧倩 | Elsa、小倩 闊太名媛／朗寧振海有限公司財務總監 雷鎮嶽、榮淑琴之次女 雷德信之妹 鄧川石之妻 麥士維之前女友 雷紫彤之姊 蘇哲麗之前姑仔 於第1集登場 於第2集意圖毒害雷鎮嶽，但被雷紫彤阻止並掌摑 於第5集重遇麥士維，但與其反目 于第5集险些伤害雷紫彤，但遭丁宥迎阻止 於第6集誤會雷紫彤送上雞蛋花耳環的用意而責備其 於第7集因得知雷紫彤失憶多時而選擇忘記過去，與其冰釋前嫌和好 於第8集因無法忍受鄧川石事事服從自己不滿的雷德信而向其提出離婚，最後正式離婚並遭其歸還結婚戒指 於第14集被鄧川石坦白，初時非常憤怒，但最後原諒其並與其復合 於第17集在雷紫彤完成腦部手術後意圖安撫其，但因其手術過後喪失所以失憶時的事物而重新與其變回不和關係，後開解其並與其重新和好 於第19集發現並觀看榮淑琴留下的遺言錄影帶 |
| 吳家樂         | 鄧川石 | Rock 朗寧振海有限公司副主席秘書 雷碧倩之夫 雷德信之妹夫兼助理 雷紫彤之姐夫 雷震嶽、榮淑琴之女婿 丁宥迎之好友 蘇哲麗之好友兼姻親 於第1集登場，並因支持雷紫彤暫代朗寧振海有限公司主席職位而與雷碧倩短暫反目 於第8集被雷碧倩提出離婚，最後正式離婚並歸還結婚戒指，並與雷德信反目 於第14集向雷碧倩坦白，並與其復合 於第15集得知雷紫彤意外失憶之事而與其和好 於第19集發現並觀看榮淑琴留下的遺言錄影帶 |
| 林靖文（童年） | 雷紫彤 | Amanda、彤彤 28歲 朗寧振海有限公司行政總裁 商查禮之上司兼單戀對象，于第20集放弃，并获其鼓励而寻找丁宥迎 雷鎮嶽、榮淑琴之幼女 雷德信、雷碧倩之妹 丁宥迎之鬥氣冤家兼同居住客 馬來雅之好友 蘇哲麗之姑仔 生日于8月8日 儿时曾和丁宥迎同住 丁宥迎之好友，经常受其照顾及帮助，并与其有感情线，於第14集成為丁宥迎之女友，后于第16集分手(实为其要令雷振岳与雷德信和好而暂时性分手)最后于第20集复合並與其重新開始 儿时曾患近视，后因进行激光矫视而复原 喜欢巧克力新地，因怕胖而于中学时期戒掉，后因丁宥迎缘故而重新食用 拥有丁家的大门密码和闭路电视密码 於第1集登場，並暫代主席職位 於第2集發現雷碧倩意圖毒害雷鎮嶽而掌摑其，後滑倒發生意外並撞到浴缸導致腦部失憶，心智回到8歲，並被雷鎮嶽委託交由丁宥迎照顧而假扮其妻 于第2集撞到浴缸导致头部受伤，后于第3集康复 于第2集因头部受伤而停职休养，后于第3集复职 於第5集得知馬來雅鍾情丁宥迎而設法撮合二人，但因自己與丁宥迎同住而開始被其視為情敵和剋星 于第5集险被雷碧倩伤害，幸遭丁宥迎阻止 於第6集失蹤，後在树屋被丁宥迎寻回 于第7集因对待下属的态度过于温柔而与商查理起争执，后获丁宥迎哄逗 于第8集在丁宥迎协助下解决雷碧倩的感情问题 于第10集险被Lung姐偷拍，但遭丁宥基阻止 于第11集被蛇咬伤获丁宥迎安抚，后被其送至医院 於第11集被蛇咬到後出現恢復記憶的徵兆 于第11集被蛇咬伤，后于同集康复 于第11集发梦后无法再入眠，独自到天台回忆梦里的片段，后被丁宥迎寻回 于第11集欲帮商查理进行人工呼吸，但遭丁宥迎阻止，并在其提议下改为心肺复苏 於第12集與丁宥迎被安排分居 于第12集失踪，后在丁家被丁宥迎寻回 于第12集因宣传片播出的内容不是事实而与商查理大吵一架，经丁宥迎开导后向商查理道歉 于第13集在丁宥迎协助下解决鸡蛋花发布会的缺人难题 於第14集被雷劈中後恢復部分記憶，但急需接受手術 于第14集被雷劈中跌倒导致头部受伤，后于同集康复 于第14集因忙于工作而忘记用餐，幸丁宥迎及时为其送上午餐 于第14集因工作进展缓慢而被商查理责备，但遭丁宥迎阻止 于第14集在丁宥迎的协助下装修树屋，后于同集完成装修 于第15集在病房内失踪，后在医院停车场被丁宥迎寻回 于第16集进行脑部手术，后于第20集康复 于第16集停职进行脑部手术兼休养，后于同集复职 于第16集成为朗寧振海有限公司之代言人 於第17集忘記失憶期間的事物而與雷碧倩重新變回不和關係，後得其開解而重新和好 于第17集在丁宥迎协助下解决公关危机 于第18集被丁宥基批评，但遭丁宥迎阻止 于第19集因丁宥迎不理解其想法而遭其婉拒见面 于第19集在丁宥迎协助下寻回儿时书桌 於第19集發現並觀看榮淑琴留下的遺言錄影帶 于第20集被安排到冲绳出差，后放弃 |
| 高海寧         | 雷紫彤 | Amanda、彤彤 28歲 朗寧振海有限公司行政總裁 商查禮之上司兼單戀對象，于第20集放弃，并获其鼓励而寻找丁宥迎 雷鎮嶽、榮淑琴之幼女 雷德信、雷碧倩之妹 丁宥迎之鬥氣冤家兼同居住客 馬來雅之好友 蘇哲麗之姑仔 生日于8月8日 儿时曾和丁宥迎同住 丁宥迎之好友，经常受其照顾及帮助，并与其有感情线，於第14集成為丁宥迎之女友，后于第16集分手(实为其要令雷振岳与雷德信和好而暂时性分手)最后于第20集复合並與其重新開始 儿时曾患近视，后因进行激光矫视而复原 喜欢巧克力新地，因怕胖而于中学时期戒掉，后因丁宥迎缘故而重新食用 拥有丁家的大门密码和闭路电视密码 於第1集登場，並暫代主席職位 於第2集發現雷碧倩意圖毒害雷鎮嶽而掌摑其，後滑倒發生意外並撞到浴缸導致腦部失憶，心智回到8歲，並被雷鎮嶽委託交由丁宥迎照顧而假扮其妻 于第2集撞到浴缸导致头部受伤，后于第3集康复 于第2集因头部受伤而停职休养，后于第3集复职 於第5集得知馬來雅鍾情丁宥迎而設法撮合二人，但因自己與丁宥迎同住而開始被其視為情敵和剋星 于第5集险被雷碧倩伤害，幸遭丁宥迎阻止 於第6集失蹤，後在树屋被丁宥迎寻回 于第7集因对待下属的态度过于温柔而与商查理起争执，后获丁宥迎哄逗 于第8集在丁宥迎协助下解决雷碧倩的感情问题 于第10集险被Lung姐偷拍，但遭丁宥基阻止 于第11集被蛇咬伤获丁宥迎安抚，后被其送至医院 於第11集被蛇咬到後出現恢復記憶的徵兆 于第11集被蛇咬伤，后于同集康复 于第11集发梦后无法再入眠，独自到天台回忆梦里的片段，后被丁宥迎寻回 于第11集欲帮商查理进行人工呼吸，但遭丁宥迎阻止，并在其提议下改为心肺复苏 於第12集與丁宥迎被安排分居 于第12集失踪，后在丁家被丁宥迎寻回 于第12集因宣传片播出的内容不是事实而与商查理大吵一架，经丁宥迎开导后向商查理道歉 于第13集在丁宥迎协助下解决鸡蛋花发布会的缺人难题 於第14集被雷劈中後恢復部分記憶，但急需接受手術 于第14集被雷劈中跌倒导致头部受伤，后于同集康复 于第14集因忙于工作而忘记用餐，幸丁宥迎及时为其送上午餐 于第14集因工作进展缓慢而被商查理责备，但遭丁宥迎阻止 于第14集在丁宥迎的协助下装修树屋，后于同集完成装修 于第15集在病房内失踪，后在医院停车场被丁宥迎寻回 于第16集进行脑部手术，后于第20集康复 于第16集停职进行脑部手术兼休养，后于同集复职 于第16集成为朗寧振海有限公司之代言人 於第17集忘記失憶期間的事物而與雷碧倩重新變回不和關係，後得其開解而重新和好 于第17集在丁宥迎协助下解决公关危机 于第18集被丁宥基批评，但遭丁宥迎阻止 于第19集因丁宥迎不理解其想法而遭其婉拒见面 于第19集在丁宥迎协助下寻回儿时书桌 於第19集發現並觀看榮淑琴留下的遺言錄影帶 于第20集被安排到冲绳出差，后放弃 |
| 楊證樺         | 漆 叔  | 雷家司機 |
| 曾慧雲         | 三 姐  | 雷家管家 |

### 丁家
| 演員   | 角色   | 暱稱／關係 |
| 張振朗 | 丁宥迎 | Jason、Ding哥 化妝品推銷網紅 于第13集成为郎宁振海有限公司行政总裁，后于第20集卸任并辞职 丁宥基之兄，与其不和，后于第10集和好 雷紫彤之鬥氣冤家兼同居住客 馬來雅之單戀對象，于第10集被其表白但婉拒其 商查禮之情敵兼好友 古泰朗、鄧川石之好友 儿时曾和雷紫彤同住 认为Amanda和彤彤是两个不同的人 雷紫彤之好友，经常照顾及帮助其，并与其有感情线，於第14集成為雷紫彤之男友，后于第16集分手(实为其要令雷振岳与雷德信和好而暂时性分手)最后于第20集复合並與其重新開始 於第1集登場 于第2集被雷鎮嶽委託照顧失憶的雷紫彤而假扮其夫 於第4集與商查禮和好，並達成協議共同照顧雷紫彤 于第5集阻止雷碧倩伤害雷紫彤 於第6集在樹屋尋回失蹤的雷紫彤 于第7集支持商查理应该适度的严厉对待下属，后哄逗气愤的雷紫彤 于第8集助雷紫彤解决雷碧倩的感情问题 于第10集险被Lung姐偷拍，但遭丁宥基阻止 于第10集因担心雷紫彤害怕而轻斥商查理独留其在河边钓鱼 于第11集安抚被蛇咬伤的雷紫彤，后将其送至医院 于第11集因担心雷紫彤的伤势而失眠，后到其房间探望却不见其踪影，担心得四处寻找，后在天台寻回失踪的雷紫彤 于第11集阻止雷紫彤帮商查理进行人工呼吸，并提议其将之改为进行心肺复苏 於第12集與雷紫彤產生感情，但被安排與其分居 于第12集在丁家寻回失踪的雷紫彤 于第12集开导情绪低落的雷紫彤，后要求其向商查理道歉 于第13集助雷紫彤解决鸡蛋花发布会的缺人难题 于第14集为忙于工作而忘记用餐的雷紫彤送上午餐 于第14集阻止商查理责备雷紫彤工作进展缓慢 于第14集协助雷紫彤装修树屋，后于同集完成装修 于第15集回病房探望雷紫彤，却不见其踪影，担心得四处寻找，后在医院停车场寻回失踪的雷紫彤 於第15集勸告雷紫彤接受腦部手術 于第17集助雷紫彤解决公关危机 于第18集因不舍得离开雷紫彤而拒绝多项工作邀约 于第18集阻止丁宥基批评雷紫彤 于第18集因顾及雷紫彤的感受而暗示马来雅停止其追求且讨好的行为 于第19集因不理解雷紫彤的想法而婉拒与其见面 于第19集助雷紫彤寻回儿时书桌 于第20集准备到日本出差，后放弃 |
| 關曜儁 | 丁宥基 | Justin 網紅助理 丁宥迎之弟兼助理，与其不和，后于第10集和好 馬來雅之好友 於第1集登場，後離家出走 於第7集回歸但得不到丁宥迎接受同住 于第10集阻止Lung姐偷拍丁宥迎和雷紫彤 于第11集搬回丁家 于第18集批评雷紫彤，但遭丁宥迎阻止 于第19集间接导致丁宥迎和雷紫彤产生误会 于第20集到日本出差 |

### 朗寧振海有限公司
| 演員                                           | 角色   | 暱稱／關係 |
| 胡 楓                                          | 雷鎮嶽 | Philip 朗寧振海有限公司主席，第15集卸任 參見雷家 |
| 袁文傑                                         | 雷德信 | Raymond 朗寧振海有限公司副主席，並與雷紫彤爭奪主席之位，第20集成為主席 參見雷家 |
| 高海寧                                         | 雷紫彤 | Amanda 朗寧振海有限公司行政總裁，並與雷德信爭奪主席之位，於第1集暫代主席職位 參見雷家 |
| 張穎康（已辭演本劇）                           | 商查禮 | Charlie 朗寧振海有限公司行政總裁財務助理，第15集被選為主席，第20集卸任 雷紫彤之助理並單戀其，于第20集放弃，并鼓励其寻找丁宥迎 丁宥迎之情敵兼好友 馬來雅之好友，视其为妹妹般对待，並與其有感情線，結尾未交代兩人是否已交往 於第1集登場 於第4集與丁宥迎和好，並達成協議共同照顧雷紫彤 于第7集因雷紫彤对待同事过于温柔而与其起争执，后向其道歉 于第10集因独留雷紫彤在河边钓鱼而遭到丁宥迎轻斥 于第10集被红火蚁咬伤，后于第11集康复 于第11集被雷镇岳勒令停职，后于同集复职 于第11集险被雷紫彤进行人工呼吸，但遭丁宥迎阻止，并被其提议将之改为心脏复苏 於第12集安排雷紫彤與丁宥迎分居 于第12集因雷紫彤发现宣传片的内容不是事实而与其大吵一架，后获其道歉 于第14集责备雷紫彤工作进展缓慢，但遭丁宥迎阻止 于第20集被安排到冲绳出差 |
| 陳展鵬                                         | 商查禮 | Charlie 朗寧振海有限公司行政總裁財務助理，第15集被選為主席，第20集卸任 雷紫彤之助理並單戀其，于第20集放弃，并鼓励其寻找丁宥迎 丁宥迎之情敵兼好友 馬來雅之好友，视其为妹妹般对待，並與其有感情線，結尾未交代兩人是否已交往 於第1集登場 於第4集與丁宥迎和好，並達成協議共同照顧雷紫彤 于第7集因雷紫彤对待同事过于温柔而与其起争执，后向其道歉 于第10集因独留雷紫彤在河边钓鱼而遭到丁宥迎轻斥 于第10集被红火蚁咬伤，后于第11集康复 于第11集被雷镇岳勒令停职，后于同集复职 于第11集险被雷紫彤进行人工呼吸，但遭丁宥迎阻止，并被其提议将之改为心脏复苏 於第12集安排雷紫彤與丁宥迎分居 于第12集因雷紫彤发现宣传片的内容不是事实而与其大吵一架，后获其道歉 于第14集责备雷紫彤工作进展缓慢，但遭丁宥迎阻止 于第20集被安排到冲绳出差 |
| 蘇恩磁                                         | 蘇伊人 | |
| 朱斐斐                                         | 林凱特 | |
| 李君妍                                         | 艾詩詩 | Icy |
| 鄧伊婷                                         | 盧 芝  | Gigi |
| 容天佑                                         | 連大偉 | |
| 陳榮峻                                         | 朱發瀾 | 朗寧振海有限公司股東 Eric之父 雷德信之勾結對象 於第15集获得大紫荆勋章 |
| 煒 烈                                          | 楊默龍 | |
| 李 岡                                          | 劉艾維 | |
| 莫偉文                                         | 湯馬思 | Thomas |
| 李啟傑                                         | 黃勵法 | |
| 祝文君（已辭演本劇,其後亦於2022年2月28日去世） | 魯健怡 | |
| 容羨媛                                         | 魯健怡 | |
| 趙璧渝                                         | 藍潔瑤 | Hannah 朗寧振海有限公司文職紀錄員工 雷德信之下屬兼情婦，最後與其正式交往 蘇哲麗之情敵 於第1集登場，並勸告雷紫彤不要針對雷德信 於第19集被蘇哲麗得知自己與雷德信有婚外情而遭其掌摑 |
| 林可悅                                         | 呂念慈 | |

### Douple P
•前身香雪兰
•公司名取自丁宥迎的衣服"power of pain"
| 演員                 | 角色   | 暱稱／關係 |
| 高海寧               | 雷紫彤 | Amanda Douple P创立人 參見雷家 参见朗宁振海有限公司 |
| 張穎康（已辭演本劇） | 商查禮 | Charlie 朗寧振海有限公司行政總裁財務助理，第15集被選為主席，第20集卸任 雷紫彤之助理並單戀其，于第20集放弃，并鼓励其寻找丁宥迎 丁宥迎之情敵兼好友 馬來雅之好友，视其为妹妹般对待，並與其有感情線，結尾未交代兩人是否已交往 於第1集登場 於第4集與丁宥迎和好，並達成協議共同照顧雷紫彤 于第7集因雷紫彤对待同事过于温柔而与其起争执，后向其道歉 于第10集因独留雷紫彤在河边钓鱼而遭到丁宥迎轻斥 于第10集被红火蚁咬伤，后于第11集康复 于第11集被雷镇岳勒令停职，后于同集复职 于第11集险被雷紫彤进行人工呼吸，但遭丁宥迎阻止，并被其提议将之改为心脏复苏 於第12集安排雷紫彤與丁宥迎分居 于第12集因雷紫彤发现宣传片的内容不是事实而与其大吵一架，后获其道歉 于第14集责备雷紫彤工作进展缓慢，但遭丁宥迎阻止 于第20集被安排到冲绳出差 參見朗宁振海有限公司 |
| 陳展鵬               | 商查禮 | Charlie 朗寧振海有限公司行政總裁財務助理，第15集被選為主席，第20集卸任 雷紫彤之助理並單戀其，于第20集放弃，并鼓励其寻找丁宥迎 丁宥迎之情敵兼好友 馬來雅之好友，视其为妹妹般对待，並與其有感情線，結尾未交代兩人是否已交往 於第1集登場 於第4集與丁宥迎和好，並達成協議共同照顧雷紫彤 于第7集因雷紫彤对待同事过于温柔而与其起争执，后向其道歉 于第10集因独留雷紫彤在河边钓鱼而遭到丁宥迎轻斥 于第10集被红火蚁咬伤，后于第11集康复 于第11集被雷镇岳勒令停职，后于同集复职 于第11集险被雷紫彤进行人工呼吸，但遭丁宥迎阻止，并被其提议将之改为心脏复苏 於第12集安排雷紫彤與丁宥迎分居 于第12集因雷紫彤发现宣传片的内容不是事实而与其大吵一架，后获其道歉 于第14集责备雷紫彤工作进展缓慢，但遭丁宥迎阻止 于第20集被安排到冲绳出差 參見朗宁振海有限公司 |
| 蘇恩磁               | 蘇伊人 | |
| 朱斐斐               | 林凱特 | |
| 李君妍               | 艾詩詩 | Icy |
| 鄧伊婷               | 盧 芝  | Gigi |
| 容天佑               | 連大偉 | |

其他演员
| 演員   | 角色               | 暱稱／關係 |
| 糖 妹  | 馬來雅             | 雅雅、妹头 30岁 馬來西亞華僑 丁宥迎、雷紫彤之好友 商查禮之好友，被其视为妹妹般对待，並與其有感情線，結尾未交代兩人是否已交往 於第4集出现，后于同集登场 暗恋丁宥迎，于第10集向其表白但遭其婉拒 於第5集被雷紫彤得悉自己暗戀丁宥迎，但卻因其與丁宥迎同住而視其為情敵和剋星 于第6集成为丁宥迎之助理，后于第18集辞职 于第20集到冲绳出差 |
| 黃建東 | 古泰朗             | 士多老闆 丁宥迎、丁宥基之好友 於第3集登場 於第7集聯合其售賣手機，但購買錯誤貨品而導致生意告吹 暗戀馬來雅，于第18集嘗試表白但被拒絕 |
| 陳俊堅 | 陸慕強             | 丁宥基之好友 於第2集登場 |
| 譚永浩 | 魏科學             | 丁宥基之好友 於第2集登場 |
| 盧峻峯 | 崔瑞星             | 丁宥基之好友 於第2集登場 |
| 鍾志光 | 古 肅              | 於第2集登場 |
| 吳香倫 | Lung姐             | 於第4集登场 于第10集欲偷拍丁宥迎和雷紫彤，但遭丁宥基阻止 |
| 郭千瑜 |                    | 秘書 於第2集登場 |
| 張本立 | Dr Leung           | Kenny 医院院长 雷家之主治医生（第1－2、11、14－16、20集） |
| 陳潁熙 |                    | 模特兒（第1、9集） |
| 陳潁熙 | KOL（第13集）      | |
| 廖家爵 |                    | 富二代（第1集） |
| 何偉業 |                    | 高層（第1－3、15集） |
| 魏惠文 |                    | 高層（第1－3、15集） |
| 吳綺珊 |                    | 公關（第1集） |
| 吳綺珊 | 記者（第17集）     | |
| 羅毓儀 |                    | 少女（第1集） |
| 王致狄 | Eric               | 富二代 朱發瀾之子 調戲雷紫彤後被其用高跟鞋踩傷（第1、15集） |
| 吳洛汶 |                    | KOL（第1集） |
| 吳洛汶 | 社工（第5集）      | |
| 文竣瑋 |                    | 客人（第1集） |
| 馮顯藝 |                    | 客人（第1集） |
| 馮顯藝 | 記者（第17集）     | |
| 丁樂鍶 |                    | 客人（第1集） |
| 丁樂鍶 | KOL（第13集）      | |
| 劉倬昕 |                    | 工作人員（第1集） |
| 蔡尚晉 |                    | 工作人員（第1集） |
| 黎寬怡 | Apple              | 女售貨員（第1集） |
| 曹銦玲 |                    | 女售貨員（第1集） |
| 劉芷玲 |                    | 女售貨員（第1集） |
| 劉芷玲 | 護士（第15－16集） | |
| 冼子筠 |                    | 女售貨員（第1、13集） |
| 冼子筠 | 記者（第5集）      | |
| 孫衣文 |                    | 女售貨員（第1集） |
| 孫衣文 | 社工（第5集）      | |
| 曾文心 |                    | 護士（第1－2、14集） |
| 布樂文 |                    | 路人（第1集） |
| 張詩欣 |                    | 記者（第3、13、17集） |
| 黎文傑 |                    | 記者（第3、13、17集） |
| 林慧君 |                    | 記者（第3、13集） |
| 吳天兒 |                    | 主播（第3集） |
| 陳銳峰 |                    | 情侶（第4集） |
| 黃凱琪 |                    | 情侶（第4集） |
| 黃凱琪 | 護士（第14集）     | |
| 黃一鳴 |                    | 記者（第5集） |
| 吳兆麟 |                    | 記者（第5集） |
| 鍾子濠 |                    | 記者（第5集） 男侍應（第16集） |
| 宋懿芳 |                    | 記者（第5集） 男侍應（第16集） |
| 林家樂 |                    | 社工（第5集） |
| 湯之欣 |                    | 社工（第5集） |
| 葉衍佑 |                    | 社工（第5集） |
| 葉衍佑 | 記者（第8集）      | |
| 陳永昌 | 麥士維             | Max 雷碧倩之前男友 於第5集登場，並重遇雷碧倩，後向其透露前妻已經因癌症去世並意圖與其復合，但最後與其再次反目（第5－6集） |
| 葉蒨文 | Cindy              | （第6、8集） |
| 吳展驊 |                    | 街坊（第6－7集） |
| 李芷晴 | Lu Lu              | （第8集） |
| 蔡康年 |                    | 酒客（第8集） |
| 陳熙蕊 |                    | 模特兒（第9集） |
| 謝采芝 |                    | 模特兒（第9集） |
| 梁雯蔚 |                    | 模特兒（第9、18集） |
| 梁皓楷 |                    | 速遞員（第9集） |
| 蔡國威 | Roy                | 律師（第10集） |
| 章景恆 |                    | 丁宥迎之友人（第11集） |
| 譚坤倫 |                    | 丁宥迎之友人（第11集） |
| 李紹堅 |                    | 保安（第11、17集） |
| 蕭百成 |                    | 保安（第11、17集） |
| 黎康祺 |                    | 情侶（第11集） |
| 蕭文諾 |                    | 情侶（第11集） |
| 黃子桐 |                    | 護士（第11集） |
| 胡敏芝 |                    | 護士（第11、15－16集） |
| 簡家麒 |                    | 售貨員（第13集） |
| 鄭啟泰 | Wilson             | （第13集） |
| 周亦鵬 |                    | KOL（第13集） |
| 倪嘉雯 | Abby               | （第13、17集） |
| 黃梓瑋 |                    | 清潔工（第13集） |
| 蔡景行 |                    | 搬運工（第13集） |
| 陳煒迪 |                    | 搬運工（第13集） |
| 鄔嘉駿 |                    | 地產經紀（第13集） |
| 劉倬昕 |                    | 工作人員（第13集） |
| 周百恩 |                    | 工作人員（第13集） |
| 蔡尚晉 |                    | 工作人員（第13集） |
| 周麗欣 |                    | 護士（第14集） |
| 周麗欣 | 店員（第18集）     | |
| 曾琬莎 |                    | 護士（第14集） |
| 關浩揚 |                    | 麻醉師（第15－16集） |
| 蔡菀庭 |                    | 手術護士（第15－16集） |
| 陳諾忠 |                    | 副刀醫生（第15－16集） |
| 姚亦澧 | 高 智              | 雷德信之旧同學，被其派遣去其家偷计划书，後失败（第16－17集） |
| 區俊賢 |                    | 男侍應（第16集） |
| 陳建文 | Leo                | 攝影師（第16－18、20集） |
| 黎瑞業 |                    | 副導演（第16、20集） |
| 黎瑞業 | 攝影助手（第18集） | |
| 周志康 | Martin             | （第16、18－19集） |
| 陳嘉俊 |                    | 職員（第17集） |
| 陳念君 |                    | 職員（第17集） |
| 繆家慶 |                    | 記者（第17集） |
| 楊家寶 |                    | 記者（第17集） |
| 吳子冲 |                    | 記者（第17集） |
| 陳狄克 | 昌 哥              | （第17集） |
| 李旻芳 |                    | 女主持（第17集） |
| 莫家淦 | Sam                | （第17集） |
| 陳靖雲 |                    | 服裝師（第17－18集） |
| 翟威廉 | 加藤先生           | （第20集） |

## 歌曲
| 主唱           | 歌曲                 | 作曲   | 填詞 | 編曲   | 監製   |
| 潘靜文、孫漢霖 | 一生找到你（主題曲） | 張家誠 | 楊熙 | 張家誠 | 劉易昇 |

## 記事
- 2021年2月18日：此劇舉行造型會記招。[4][5][6] [7] [8] [9] [10] [11][12] [13][14] [15][16][17]
- 2021年7月5日：此劇正式開拍。
- 2021年8月12日：此劇於13:30在將軍澳工業村駿才街77號電視廣播城舉行拜神儀式。
- 2022年6月19日：此劇於13:00在荃灣楊屋道18號荃新天地二期中庭舉行「KOL Challenge」宣傳活動。[18]
- 2022年6月27日：此劇於15:00在將軍澳唐德街3號香港九龍東皇冠假日酒店1樓Ballroom舉行「童心未泯」宣傳活動。[19]
- 2022年7月6日：此劇於14:30在將軍澳創新園駿才街77號將軍澳電視廣播城三廠舉行「『童』之戀人」宣傳活動。[20]
- 2022年7月15日：此劇於13:00在觀塘協和街33號裕民坊一樓中庭舉行「回歸『童』真」宣傳活動。[21]

## 軼事
- 此劇原定於2021年3月初開拍，後有傳無綫高層要求修改劇本而延期拍攝。[22]其後監製廖晉碩承認劇集因「劇本及疫情關係」而延至7月開拍；而無綫高層曾勵珍指高海寧、張振朗同是上位藝人，不想二人的努力白費才決定改好劇本才開拍。[23]
- 此劇「商查禮」原定由張頴康飾演，因開拍時間一改再改，延遲開拍加上拍攝《痞子殿下》令他之後的檔期重疊，所以只能辭演。故改由陳展鵬頂上。[24]由於角色戲份不多，有報道指此舉令陳展鵬由「視帝變成陪襯」，對此陳展鵬表示：「公司安排我飾演可能是覺得角色適合我，沒所謂，觀眾看得舒服就可以。」[25][26]
- 此劇「魯健怡」一角原定由祝文君飾演，後因其辭演而改由容羨媛頂上，[27]祝文君其後亦於2022年2月28日去世。

## 收視
| 集數   | 日期                   | 收視率 | 備註                   |
| 1－5   | 2022年6月27日－7月1日  | 14.5點 | [ 28 ]                 |
| 6－10  | 2022年7月4日－7月8日   | 14.0點 |                        |
| 11－15 | 2022年7月11日－7月15日 | 13.8點 |                        |
| 16－20 | 2022年7月18日－7月22日 |        | 跨平台平均直播为16.2點 |
| 全劇   |                        |        |                        |

## 獎項
| 年份 | 頒獎典禮             | 獎項名稱                  | 入圍者                             | 結果     |
| 2023 | 萬千星輝頒獎典禮2022 | 最佳劇集                  | 《童時愛上你》                     | 提名     |
| 2023 | 萬千星輝頒獎典禮2022 | 最佳男主角                | 張振朗                             | 提名     |
| 2023 | 萬千星輝頒獎典禮2022 | 最佳女主角                | 高海寧                             | 最後十強 |
| 2023 | 萬千星輝頒獎典禮2022 | 最受歡迎電視男角色        | 丁宥迎（張振朗 飾）                | 最後十強 |
| 2023 | 萬千星輝頒獎典禮2022 | 最受歡迎電視男角色        | 雷德信（袁文傑 飾）                | 提名     |
| 2023 | 萬千星輝頒獎典禮2022 | 最受歡迎電視女角色        | 雷紫彤（高海寧 飾）                | 提名     |
| 2023 | 萬千星輝頒獎典禮2022 | 最受歡迎電視女角色        | 馬來雅（黃山怡（糖妹） 飾）        | 提名     |
| 2023 | 萬千星輝頒獎典禮2022 | 最受歡迎電視女角色        | 雷碧倩（楊卓娜 飾）                | 提名     |
| 2023 | 萬千星輝頒獎典禮2022 | 最佳男配角                | 袁文傑                             | 提名     |
| 2023 | 萬千星輝頒獎典禮2022 | 最佳女配角                | 黃山怡（糖妹）                     | 提名     |
| 2023 | 萬千星輝頒獎典禮2022 | 最佳女配角                | 楊卓娜                             | 最後十強 |
| 2023 | 萬千星輝頒獎典禮2022 | 飛躍進步男藝員            | 關曜儁                             | 最後十強 |
| 2023 | 萬千星輝頒獎典禮2022 | 最受歡迎電視歌曲          | 一生找到你（主唱：潘靜文、孫漢霖） | 提名     |
| 2023 | 萬千星輝頒獎典禮2022 | 最受歡迎電視拍檔          | 張振朗、高海寧                     | 提名     |
| 2023 | 萬千星輝頒獎典禮2022 | 馬來西亞最喜愛TVB電視劇集 | 《童時愛上你》                     | 最後十強 |
| 2023 | 萬千星輝頒獎典禮2022 | 馬來西亞最喜愛TVB男主角   | 張振朗                             | 最後十強 |
| 2023 | 萬千星輝頒獎典禮2022 | 馬來西亞最喜愛TVB女主角   | 高海寧                             | 提名     |

## 外部連結
- 《童時愛上你》 張振朗戀上「八歲」高海寧 - TVB Weekly（页面存档备份，存于）
- 《童時愛上你》陳展鵬、糖妹演情侶夠喜感 - TVB Weekly （页面存档备份，存于）
- 《童時愛上你》童心看世界 - TVB Weekly （页面存档备份，存于）
- 豆瓣电影上《童時愛上你》的資料 （简体中文）

## 電視節目的變遷
| 香港 無綫電視翡翠台／ 澳門 TVB Anywhere翡翠台 星期一至五 21:30－22:30 | 香港 無綫電視翡翠台／ 澳門 TVB Anywhere翡翠台 星期一至五 21:30－22:30 | 香港 無綫電視翡翠台／ 澳門 TVB Anywhere翡翠台 星期一至五 21:30－22:30 |
| --------------------------------------------------------------------- | --------------------------------------------------------------------- | --------------------------------------------------------------------- |
|                                                                       | 童時愛上你 （2022年6月27日－2022年7月22日）                           |                                                                       |
| 十八年後的終極告白2.0 （2022年5月30日－2022年6月24日）                | 白色強人II （2022年7月25日－2022年9月2日）                            |                                                                       |

| 马来西亚 Astro AOD 星期一至五 21:30－22:30             | 马来西亚 Astro AOD 星期一至五 21:30－22:30  | 马来西亚 Astro AOD 星期一至五 21:30－22:30 |
| ------------------------------------------------------ | ------------------------------------------- | ------------------------------------------ |
|                                                        | 童時愛上你 （2022年6月27日－2022年7月22日） |                                            |
| 十八年後的終極告白2.0 （2022年5月30日－2022年6月24日） | 白色強人II （2022年7月25日－2022年9月2日）  |                                            |

| 马来西亚、 新加坡 翡翠台 星期一至五 21:30－22:30       | 马来西亚、 新加坡 翡翠台 星期一至五 21:30－22:30 | 马来西亚、 新加坡 翡翠台 星期一至五 21:30－22:30 |
| ------------------------------------------------------ | ------------------------------------------------ | ------------------------------------------------ |
|                                                        | 童時愛上你 （2022年6月27日－2022年7月22日）      |                                                  |
| 十八年後的終極告白2.0 （2022年5月30日－2022年6月24日） | 白色強人II （2022年7月25日－2022年9月2日）       |                                                  |

| 翡翠台香港時區 星期一至五 21:30－22:30                 | 翡翠台香港時區 星期一至五 21:30－22:30      | 翡翠台香港時區 星期一至五 21:30－22:30 |
| ------------------------------------------------------ | ------------------------------------------- | -------------------------------------- |
|                                                        | 童時愛上你 （2022年6月27日－2022年7月22日） |                                        |
| 十八年後的終極告白2.0 （2022年5月30日－2022年6月24日） | 白色強人II （2022年7月25日－2022年9月2日）  |                                        |

| 美国 TVB1 星期一至五 劇場 東岸時間 21:00－22:00        | 美国 TVB1 星期一至五 劇場 東岸時間 21:00－22:00 | 美国 TVB1 星期一至五 劇場 東岸時間 21:00－22:00 |
| ------------------------------------------------------ | ----------------------------------------------- | ----------------------------------------------- |
|                                                        | 童時愛上你 （2022年6月27日－2022年7月22日）     |                                                 |
| 十八年後的終極告白2.0 （2022年5月30日－2022年6月24日） | 白色強人II （2022年7月25日－2022年9月2日）      |                                                 |
| 美国 TVBSF 星期一至五 黃金劇場 西岸時間 22:00－23:00   |                                                 |                                                 |
| 十八年後的終極告白2.0 （2022年5月30日－2022年6月24日） | 童時愛上你 （2022年6月27日－2022年7月22日）     | 白色強人II （2022年7月25日－2022年9月2日）      |

| 加拿大 新時代電視2高清台 西岸時間／溫哥華 星期一至五 17:30－18:30 | 加拿大 新時代電視2高清台 西岸時間／溫哥華 星期一至五 17:30－18:30 | 加拿大 新時代電視2高清台 西岸時間／溫哥華 星期一至五 17:30－18:30 |
| ----------------------------------------------------------------- | ----------------------------------------------------------------- | ----------------------------------------------------------------- |
|                                                                   | 童時愛上你 （2022年6月27日－2022年7月22日）                       |                                                                   |
| 十八年後的終極告白2.0 （2022年5月30日－2022年6月24日）            | 白色強人II （2022年7月25日－2022年9月2日）                        |                                                                   |
| 東岸時間／多倫多 星期一至五 20:30－21:30                          |                                                                   |                                                                   |
| 十八年後的終極告白2.0 （2022年5月30日－2022年6月24日）            | 童時愛上你 （2022年6月27日－2022年7月22日）                       | 白色強人II （2022年7月25日－2022年9月2日）                        |

| 翡翠台 星期二至六 21:30－22:30                         | 翡翠台 星期二至六 21:30－22:30              | 翡翠台 星期二至六 21:30－22:30 |
| ------------------------------------------------------ | ------------------------------------------- | ------------------------------ |
|                                                        | 童時愛上你 （2022年6月28日－2022年7月23日） |                                |
| 十八年後的終極告白2.0 （2022年5月31日－2022年6月25日） | 白色強人II （2022年7月26日－2022年9月3日）  |                                |

| 越南 SCTV9 星期一至五 21:00－22:00                    | 越南 SCTV9 星期一至五 21:00－22:00          | 越南 SCTV9 星期一至五 21:00－22:00 |
| ----------------------------------------------------- | ------------------------------------------- | ---------------------------------- |
|                                                       | 童時愛上你 （2022年6月29日－2022年7月24日） |                                    |
| 十八年後的終極告白2.0 （2022年6月9日－2022年6月25日） | 白色強人II （2022年7月26日－2022年9月3日）  |                                    |

| 新加坡 HUB娛家戲劇台 劇集首映 星期一至五 20:00－21:00   | 新加坡 HUB娛家戲劇台 劇集首映 星期一至五 20:00－21:00 | 新加坡 HUB娛家戲劇台 劇集首映 星期一至五 20:00－21:00 |
| ------------------------------------------------------- | ----------------------------------------------------- | ----------------------------------------------------- |
|                                                         | 童時愛上你 （2022年11月29日－2022年12月26日）         |                                                       |
| 十八年後的終極告白2.0 （2022年11月1日－2022年11月28日） | 白色強人II （2022年12月27日－2023年2月6日）           |                                                       |